# Rymosia sakhalinensis
Rymosia sakhalinensis är en tvåvingeart som beskrevs av Zaitzev 1993. Rymosia sakhalinensis ingår i släktet Rymosia och familjen svampmyggor. Inga underarter finns listade i Catalogue of Life.